# Akkumuleringsbeholder
En akkumuleringsbeholder (også set kaldet akkumulatortank, buffertank, varmtvandsbeholder og varmebuffer) er en vandbeholder med vand, som i industrien (energisektoren), boliger og boligblokke typisk anvendes til at lagre varme i kortere (timer) eller længere tid (dage og f.eks. mere end én uge).
Grunden til at det er nyttigt at anvende vand som varmelagringsmedium er:
- Vand har en af de største varmefylder, så det kan lagre meget varme per rumfangsenhed
- Vand er ugiftigt for naturen og os
- Vand er let tilgængeligt i en stor del af verdenen
- Vand er relativt billigt

Det er ikke umuligt at andre medier kan anvendes i stedet for vand – som f.eks. CryoSolplus der er lavet af vand, paraffin, tensider og lidt glykol.

Typiske akkumuleringsbeholdere er indlejret i oliefyr, gasfyr og i en lokal fjernvarme akkumuleringsbeholder med indbygget varmeveksler.
En akkumuleringsbeholder er mange gange en separat enhed, som får varmet vandet fra en (eller flere) varmekilder – som f.eks. oliefyr, gasfyr, elpatroner, fjernvarme, brændeovn med "gris", jordvarme, varmepumpe og solvarme.
Fælles for de hidtil nævnte anvendelser er at disse akkumuleringsbeholdere normalt kun indeholder vand med temperaturer med mindst 60 °C og maximum 70 °C. Vandet i disse varmtvandsbeholdere fås typisk fra det kolde drikkevand.
I store dele af Danmark er brugsvandet ret hårdt (f.eks. 20°dH) og dette brugsvand løber direkte ind i akkumuleringsbeholderne og bliver varmet op og så afsættes en stor del af kalken fra brugsvandet i akkumuleringsbeholderen – og i nogen grad i tilsluttede vandrør. Det betyder at akkumuleringsbeholderne typisk skal skiftes ca. hver 20-40 år.
Et andet problem er at brugsvandet er iltholdigt, hvilket stiller krav til akkumuleringsbeholderen, fittings og vandrør materialer, da de ellers tærer relativt hurtigt.
Akkumuleringsbeholdere har typisk mere eller mindre varmeisolering om sig f.eks. i form af langtidsholdbart glasuld, stenuld eller størknet skum. Skumgummi er f.eks. ikke langtidsholdbart.

## Solvarmebeholder
Akkumuleringsbeholdere hvor en af varmekilderne er solvarme, kaldes typisk for en solvarmebeholder, solvarmebuffer eller solvarmetank.
Mange af dagens solvarmebeholdere, som også skal anvendes til at gemme varme fra termiske solfangere, har indbygget en eller flere varmevekslerspiraler i akkumuleringsbeholderen, udover at det kolde vand sendes direkte ind.
Disse solvarmebeholder typer har samme problemer med afsættelse af kalk på akkumuleringsbeholderindersiden inkl. varmevekslerspiraler. Det gør varmevekslerspiralerne mere ineffektive med tiden.

## Akkumuleringsbeholder med lukket vandkredsløb
En anden metode til at gemme varme i en akkumuleringsbeholder er, at varme vandet i akkumuleringsbeholderen enten direkte fra en (eller flere) varmekilder eller indirekte via eksterne varmevekslere. Varmen tappes indirekte til f.eks. varmt vand og centralvarmevand via eksterne varmevekslere.
Fordelen ved at undgå at sende frisk koldt brugsvand direkte ind akkumuleringsbeholderen er, at der så kun afsættes lidt kalk i den, når der efterfyldes vand i det lukkede kredsløb.
En anden fordel er at vandet ikke jævnligt tilføres ilt, hvilket minsker krav til akkumuleringsbeholderen, fittings og vandrør materialer.
Den eksterne varmeveksler anvendt til varmt brugsvand, vil dog kalke til og skulle skiftes af og til – eller afkalkes med en svag syre, men det er billigere end at skulle skifte akkumuleringsbeholderen.

## Stratificeret akkumuleringsbeholder med lukket vandkredsløb
For illustration – se kilde
En endnu bedre metode til at gemme varme i en akkumuleringsbeholder er, ligesom akkumuleringsbeholderen med det lukkede vandkredsløb, at varme vandet i akkumuleringsbeholderen enten direkte fra en (eller flere) varmekilder eller indirekte via eksterne varmevekslere.
Men med en vigtig ændring. Det skal undgås at lave opblanding mellem de forskellige lodrette vandlag i akkumuleringsbeholderen. Disse vandlag har typisk forskellige temperaturer. Formålet er bibeholdelse af stratificeringen (den lodrette lagdeling) i akkumuleringsbeholderen. En akkumuleringsbeholder anvendt på denne måde kan kaldes en stratificeret akkumuleringsbeholder eller termoklin akkumuleringsbeholder - med lukket vandkredsløb. Dette opnås på følgende måde:
- De forskellige varmekildesløjfer sender det opvarmede vand ind med så lav hastighed som muligt.
  - Det betyder at varmekildesløjferne og varmebrugersløjferne, hver skal have en hastighedsreguleret pumpe – og rørportene skal have så stor indre diameter som muligt.
- Varmekilders varme vand sendes ind i toppen og varmekilden trækker køligere vand ud i bunden.
- Varmebrugere trækker varmere vand ud i toppen og køligere returvand sendes ind i bunden.
- Der kan være "lagdelingsfremmende"-anordninger i akkumuleringsbeholderen, men sørges der for at anvende så lav vandindføringshastighed som muligt, behøves det nok ikke.
- Der er brug for et mere avanceret varmestyringssystem[6][7]

Da en stratificeret akkumuleringsbeholder har lukkede vandkredsløb, kan man f.eks. kan have 90...95 °C varmt vand i toppen – og et stykke ned og f.eks. 20...40 °C i bunden og et stykke op.
Nu skulle man tro af varmen let ledes nedad, men det er ikke tilfældet! Grunden er at stillestående vand er en relativ dårlig varmeleder ca. på linje med glas, mursten, jord – og derfor kan man gemme selvvalgt rumfang varmt (eller bare varmt vand) i en større akkumuleringsbeholder, så længe stratificeringen bibeholdes. Har man prøvet at svømme i en algerig sø uden bølger en solrig sommerdag med stillestående vand, kan man typisk mærke at vandet er varmt i overfladen og koldt et stykke nede og grunden er, at vand er en dårlig varmeleder.
Der må ikke være lodrette plader eller rør indeni akkumuleringsbeholderen, da disse ellers vil lede varmen mellem vandlagene. Akkumuleringsbeholderens indersider burde varmeisoleres, af samme grund. Grunden er at jern og rustfrit stål er en væsentlig bedre varmeleder end vand.
Fordelen ved at man kan gemme vand ved 90...95 °C i denne akkumuleringsbeholdertype er, at man kan opnå en højere energitæthed og at man kan have varmt vand gemt i langt tid uden, at der laves lunken vand grundet beholdervandopblanding.
Faktisk kan man optimere varmefraførsel og varmetilførsel ved at have flere rørtilslutninger end kun top og bund – i forskellig højde af akkumuleringsbeholderen. Grunden kunne være at vand til opvarmning kan være lavere – eller at der kun laves halvvarmt vand en overskyet dag.

Denne optimering forudsætter at der kan skiftes eller blandes mellem flere forskellige akkumuleringsbeholder-rørtilslutninger via 3 eller 4 vejs reguleringsventiler. Man kan nok nøjes med statiske rørtilslutninger.
Da det varme brugsvand laves via en varmtvandsstation; en varmeveksler og ved styring af hastigheden af akkumuleringsbeholderens vand, kan det varme brugsvand bibeholdes på f.eks. 65 °C, så længe der er vand i akkumuleringsbeholderen, der er højere end 65 °C.
Via følgende kilde kan et praktisk solvarmeanlæg mange parametre aflæses som funktion af tiden – inkl. akkumuleringsbeholderens temperatur i omtrent top (vorlauf) og omtrent bund (rücklauf). Ved at klikke på prev day/week/month kan historiske data ses.

Har man brug for at gemme varme til mange dage, kan man seriekoble flere akkumuleringsbeholderen, hvor især de akkumuleringsbeholdere, som er varmest skal isoleres mest. I følgende kilde illustreres hvordan det gøres.

### Centrale fjernvarmelagre
Samme type anvendes meget i fjernvarmesystemer, hvor opvarmningen af lageret kan ske på andre tidspunkter end brugernes varmebehov, og udvekslingen sker i et lukket kredsløb. Stratificeringen er afgørende for at lageret fungerer - varmt vand tages ud fra toppen i samme tempo som køligere returvand føres ind i bunden. Sådanne varmebeholdere kan være meget store, fx er Berlins fjernvarmebeholder på 56 millioner liter, som bl.a opvarmes af flodvandsvarmepumpe og 120 MW elpatroner. Over 280 danske fjernvarmesystemer har lagertanke, heraf halvdelen over 1.000 m3. Varmetabet er nogle få procent om ugen, lavest for større tanke.
I Danmark findes desuden flere damvarmelagre, som er et tætnet hul gravet ud af jorden og låget er isoleret.

## Varmekilde strategi
Mulig utestet varmekilde strategi til en akkumuleringsbeholder kunne være – dog afhængig af de aktuelle energipriser og CO2-belastning. For hvert punkt; bliv hvis aktuel beregnet pris viser billigst – ellers fortsæt til næste:
- Sommer
  - fjernvarme
  - solvarme – om dagen typisk mellem kl.10-14 – så meget som muligt af akkumuleringsbeholderen varmes op.
  - varmepumpe (luftvarme) – hvis solvarmen ikke har leveret nok varme kan der f.eks. varmepumpes, så der er nok til næste morgen, ifølge prognose.
  - varmepumpe (jordvarme, søvarme, havvarme) – kan hentes døgnet rundt – der hentes kun varme til kortsigtet brug. Muligvis kan overskuds(sol)varme afleveres her.
  - brændeovn med "gris" – kan levere varme, når der hyggebrændes.
  - oliefyr, gasfyr, elpatron (, fjernvarme her hvis dyr) – backupvarme – laver kun varme til kortsigtet brug.

- Vinter
  - fjernvarme
  - solvarme – om dagen typisk mellem kl.10-14 – så meget som muligt af akkumuleringsbeholderen varmes op.
  - varmepumpe (luftvarme) – hvis solvarmen ikke har leveret nok varme kan der f.eks. varmepumpes mellem kl.14-16, eller døgnet rundt hvis luften er varm nok og så meget så der er nok til næste morgen, ifølge prognose, medmindre vejrudsigten melder om kulde dag og/eller nat, i så fald varmepumpes når luften er varmest.
  - varmepumpe (jordvarme, søvarme, havvarme) – kan hentes døgnet rundt – der hentes kun varme til kortsigtet brug. Muligvis kan overskuds(sol)varme afleveres her.
  - brændeovn med "gris" – kan levere varme f.eks. om aftenen og natten, hvis der mangler varme i varmtvandsbeholderen – eller hvis der hyggebrændes.
  - oliefyr, gasfyr, elpatron (, fjernvarme her hvis dyr) – backupvarme – laver kun varme til kortsigtet brug.

Driftsikkerhed
Ovenstående varmekildesløjfer og herudover varmebrugssløjfer skal hver især kunne gå i "ødrift".
F.eks. solvarmefangerkredsløb: Det vil sige, at der bør være en beslutningsdygtig mikrocontroller, som får temperaturmåledata fra solvarmefanger og varmtvandsbeholder og som selv kan lave en rudimentær prognose.
Hvis/når de forskellige varmekredsløbs-mikrocontrollere kan kommunikere med hinanden – og evt. kan få valide priser og andre prognosedata, tager de "beslutninger" ud fra de yderligere data de har til rådighed.
Ekstra
Sommer og vinter er blot eksempler på prognose evalueringstilstande. Det kan være, at man kan lave et prognosebehov, som i stedet tager højde for muligt fremtidigt varmeforbrug og varmelagringsformåen i akkumuleringsbeholderen (f.eks. 7 dage) og (jordvarme, søvarme, havvarme) – og på baggrund af dét, direkte springer til det punkt eller de punkter, som er nyttigst.
Under prognosebehov kan man give følgende vink:
- Ligeså snart, man (beboere, besøgende, arbejdere) formoder at skulle være i den givne bygning eller ej, i f.eks. 7-14 dage frem eller mere, indtaster sandsynligheden for de givne perioder.
- GPS eller rejseplan sender besked om at varme op, når destinationen er den givne bygning.

Varmesystemet anvender statistik fra historiske varmebehovsdata vægtet med vink – og vejrudsigten for f.eks. prognose solperioder og udetemperaturer f.eks. 7-14 dage frem eller mere.
Datanet
Der er mange mulige datanet eller busser, som kan anvendes til at få varmekredsløbene til at kommunikere – og med andet bygningsautomatik:
- Controller-area network (CAN) – oprindeligt udviklet til biler – tidligere navngivet Car Area Network.[13]
- Local Interconnect Network (LIN) - billigere end CAN
- Power Line Communication (PLC) – rimeligt dyrt, men kan sendes over bygningens elnet.
- ONE-NET - trådløs
- EIA-485 (tidligere RS-485) – udbredt og rimelig dyr.
- Ethernet – udbredt og hurtigt, men mere energikrævende.
- (RS-232 kun punkt-til-punkt – ikke datanet)

Bygningsautomatik protokoller
Her er en mulig bygningsautomatik protokol, som kan anvendes til varmekredsløbene og meget andet i bygningen:
- BACnet – åben og skalerbar protokol og kan benyttes over alle ovenstående datanet.[14][15][16] ASHRAE, ANSI og ISO har standardiseret og godkendt BACnet som protokol. Udbredt i det meste af verdenen. Wireshark[17] kan afkode BACnet-pakker og dermed anvendes til fejlfinding. BACnet kan også køre over IP.